# Soul Divas Tour
Il Soul Divas Tour è un tour delle artiste statunitensi Dionne Warwick, Natalie Cole e Whitney Houston, andato in scena nel 2004. Il tour è stato creato da Felix Scheuerpflug e da Welldone Agency, mentre il promoter fu Tchibo.

## Scaletta del tour
1. "Get It Back"
2. "If I Told You That"
3. "Heartbreak Hotel"
4. "Saving All My Love for You"
5. "Until You Come Back"
6. "I Learned from the Best"
7. "Greatest Love of All"
8. "Exhale (Shoop Shoop)"
9. "Step by Step"
10. "Change the World" (performed by Gary Houston)
11. "My Love Is Your Love"
12. "I Wanna Dance with Somebody (Who Loves Me)"
13. "How Will I Know"
14. Movie Medley:
  - "I Believe in You and Me"
  - "Why Does It Hurt So Bad"
  - "It Hurts Like Hell"
15. "I Will Always Love You"
16. "It's Not Right But It's Okay (Thunderpuss Remix)"

## Date
| Data             | Città             | Paese               | Luogo                           |
| ---------------- | ----------------- | ------------------- | ------------------------------- |
| Europa           |                   |                     |                                 |
| 8 febbraio 2004  | San Pietroburgo   | Russia              | Palazzo del ghiaccio            |
| 10 febbraio 2004 | Mosca             | Russia              | Olimpiyskiy                     |
| 11 febbraio 2004 | Mosca             | Russia              | Olimpiyskiy                     |
| Medio Oriente    |                   |                     |                                 |
| 14 febbraio 2004 | Dubai             | Emirati Arabi Uniti | Nad Al Sheba Club               |
| Europa           |                   |                     |                                 |
| 2 luglio 2004    | Berlino           | Germania            | Brandenburger Tor (cancellata)  |
| 7 luglio 2004    | Amburgo           | Germania            | Color Line Arena                |
| 9 luglio 2004    | Monaco di Baviera | Germania            | Olympiahalle                    |
| 11 luglio 2004   | Oberhausen        | Germania            | König Pilsener Arena            |
| Asia             |                   |                     |                                 |
| 19 luglio 2004   | Bangkok           | Thailandia          | Impact Arena                    |
| 22 luglio 2004   | Shanghai          | Cina                | Hongkou Stadium                 |
| 25 luglio 2004   | Pechino           | Cina                | Olympic Green Convention Center |
| 28 luglio 2004   | Hong Kong         | Cina                | Hong Kong Coliseum              |